# イザヤ

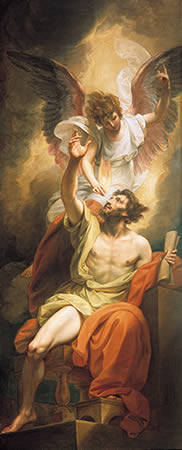
火で唇を神聖にするイザヤ（ベンジャミン・ウエスト画, ボブ・ジョーンズ大学蔵）

イザヤ （ヘブライ語: יְשַׁעְיָה Ysha'yah〈yesh-ah-yaw'〉, 古代ギリシア語: Ησαϊας Esaias), ラテン語: Isaias, 英語: Isaiah [aɪˈzaɪə, aɪˈzeɪə]）は、旧約聖書『イザヤ書』に登場する預言者。ユダヤ人。
日本語では、ラテン語形 Isaias（イサイアス）などからギリシャ語の主格語尾に由来する ‐s を除いた「イザヤ」で呼ばれる。英語では Isaiah（アイザイア・アイゼイア）。
正教会でイサイヤと呼ばれ聖人とされる。

## 経歴
ユダ王国後期の人。ウジヤ王からヒゼキヤ王のころ活動した（イザヤ1:1）。また、歴代誌によれば、イザヤはウジヤの業績の書を書き記したと書かれている（歴代誌下26:22）。
『イザヤ書』によればイザヤは結婚していて、その妻（ツィポラ）は女預言者と呼ばれていた（イザヤ8:3）。息子が2人おり、それぞれに神の啓示により象徴的な名をつけた（イザヤ7:3、8:3）。
イザヤはユダの不正を糾弾し、バビロンへの流刑を警告した（イザヤ39:5–7、43:14）。しかし、バビロンがキュロスの手に落ち（イザヤ44:28）、シオンは回復すると予告し（イザヤ40–66章）、メシアに関する預言を告げ（イザヤ7:14、9:7、11:1–5,10、53章など）、将来への希望を伝えた。

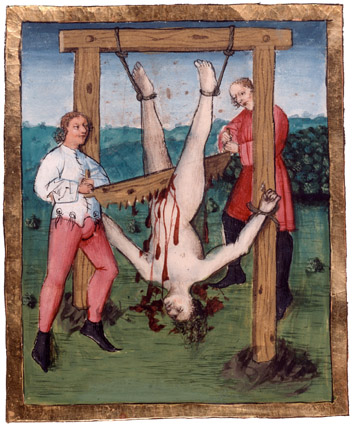
のこぎりで挽き殺されるイザヤ

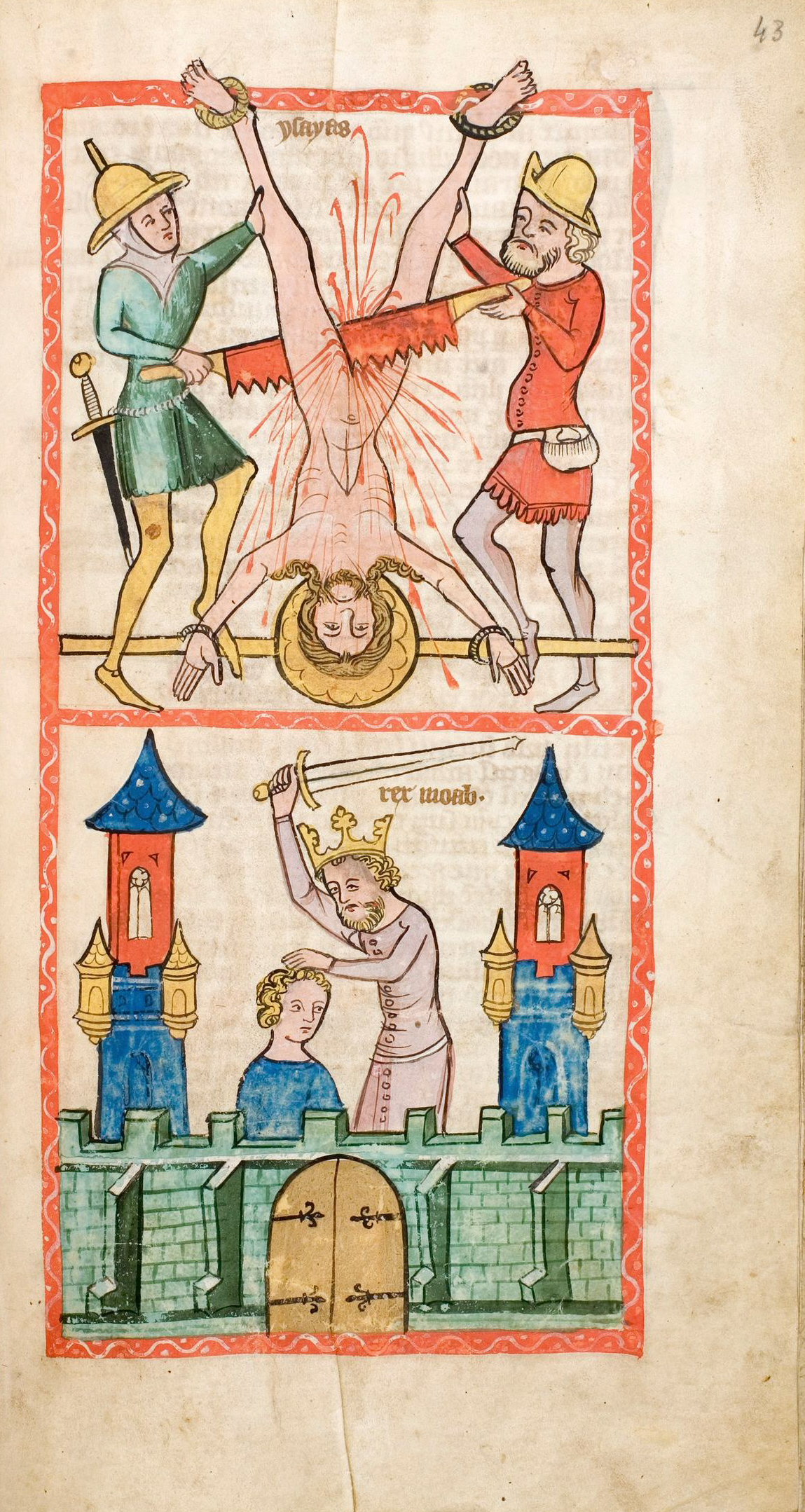
のこぎりで挽き殺されるイザヤ

最後はのこぎりで挽き殺されて殉教したと言われ、絵が何枚も作られている。